# グリセリン酸
グリセリン酸（グリセリンさん、glyceric acid）は、天然に存在する三炭素の糖酸である。エステルの場合、グリセラート（glycerates）とも呼ばれる。
グリセリン酸のリン酸誘導体には、2-ホスホグリセリン酸、3-ホスホグリセリン酸、2,3-ビスホスホグリセリン酸、および、1,3-ビスホスホグリセリン酸があり、これらは生化学の代謝中間体として重要である。